# Daryl Impey
Daryl Impey (Johannesburg, 6 dicembre 1984) è un ex ciclista su strada sudafricano è stato professionista dal 2008 al 2023, in carriera ha vinto due Tour Down Under, una tappa al Tour de France, due tappe alla Vuelta al País Vasco, una alla Volta Ciclista a Catalunya, una al Critérium du Dauphiné e ha vestito per due giorni la maglia gialla al Tour de France 2013, primo africano nella storia della Grande Boucle.

## Carriera
Passato professionista nel 2008 con la Barloworld, nel 2009 ottiene la vittoria della classifica generale del Giro di Turchia. Nel 2010 passa alla RadioShack, mentre l'anno dopo gareggia prima per la MTN-Qhubeka e poi per la NetApp. Proprio nel 2011 si aggiudica il titolo nazionale a cronometro (si ripeterà anche due anni dopo).
Nel 2012 si trasferisce tra le file del neonato team australiano GreenEDGE. Con questa squadra coglie i primi successi in gare World Tour, vince infatti due tappe alla Vuelta al País Vasco, una nel 2012 e una nel 2013. Sempre nel 2012 partecipa per la prima volta al Tour de France, cogliendo alcuni piazzamenti in volata; è anche al via nella prova in linea dei Giochi olimpici di Londra, unico rappresentante del Sudafrica.
Il 4 luglio 2013, al termine della tappa del Tour de France con arrivo a Montpellier, indossa la maglia gialla, strappandola al compagno di squadra Simon Gerrans, e diventando il primo africano al comando della Grande Boucle. Mantiene il simbolo del primato anche l'indomani, perdendolo dopo due giorni al termine della tappa pirenaica di Ax 3 Domaines.
Nel 2017 vince in una volata ristretta, di una trentina di corridori, la sesta tappa della Volta Ciclista a Catalunya: nell'occasione resta nel gruppo di testa che va a giocarsi la tappa, precedendo di poco il capoclassifica Alejandro Valverde sul traguardo di Reus.
Nel 2018 vince sia la prova a cronometro che, per la prima volta in carriera, quella in linea ai campionati sudafricani. Qualche settimana dopo si aggiudica il Tour Down Under grazie agli abbuoni conseguiti classificandosi tre volte secondo di tappa e ai migliori piazzamenti rispetto a Richie Porte, che ha concluso il giro con il suo medesimo tempo. A giugno vince la prima tappa del Giro del Delfinato battendo in una volata atipica Julian Alaphilippe e Pascal Ackermann, al termine della corsa porta a casa la Maglia Verde della classifica a punti
Nel 2019 si ripete nella doppietta ai campionati sudafricani e vince nuovamente il Tour Down Under, imponendosi nella quarta tappa, conquistando il primato all'ultima frazione che si conclude a Willunga Hill, favorito anche dal fatto che il giorno prima Patrick Bevin, al comando della classifica, cade rovinosamente. Si aggiudica la nona tappa del Tour de France al termine di una fuga, battendo in una volata a due il belga Tiesj Benoot.

## Palmarès
- 2003 (Under-23)

Campionati sudafricani, Criterium
Campionati sudafricani, Prova in linea Under-23
- 2004 (Under-23)

Campionati sudafricani, Criterium
5ª tappa Giro del Capo (Langa > Langa)
- 2006 (Under-23)

Bela Bela
Satellite Challenge
- 2007 (MTN)

Prologo Giro del Capo (Paarl > Paarl, cronometro)
2ª tappa Giro del Capo (Stellenbosch > Stellenbosch)
10ª tappa Tour du Maroc (El Jadida > Casablanca)
Giochi panafricani, Prova in linea
Montecasino 100 cycle race
- 2008 (Barloworld, una vittoria)

6ª tappa Herald Sun Tour (Melbourne > Melbourne)
- 2009 (Barloworld, due vittorie)

4ª tappa Presidential Cycling Tour of Turkey (Bodrum > Marmaris)
Classifica generale Presidential Cycling Tour of Turkey
- 2011 (MTN-Qhubeka/Team NetApp, due vittorie)

Campionati sudafricani, Prova a cronometro
7ª tappa Tour du Maroc (Khenifra > Fes)
- 2012 (GreenEDGE/Orica-GreenEDGE, due vittorie)

2ª tappa Vuelta al País Vasco (Güeñes > Vitoria)
2ª tappa Giro di Slovenia (Kočevje > Metlika)
- 2013 (Orica-GreenEDGE, tre vittorie)

Campionati sudafricani, Prova a cronometro
2ª tappa Vuelta al País Vasco (Elgoibar > Vitoria/Gasteiz)
2ª tappa Bayern Rundfahrt (Mühldorf a. Inn > Viechtach)
- 2014 (Orica-GreenEDGE, quattro vittorie)

Campionati sudafricani, Prova a cronometro
3ª tappa Bayern Rundfahrt (Grassau > Neusäß)
5ª tappa Tour of Alberta (Edmonton > Edmonton)
Classifica generale Tour of Alberta
- 2015 (Orica-GreenEDGE, una vittoria)

Campionati sudafricani, Prova a cronometro
- 2016 (Orica-GreenEDGE, una vittoria)

Campionati sudafricani, Prova a cronometro
- 2017 (Orica-Scott, due vittorie)

Campionati sudafricani, Prova a cronometro
6ª tappa Volta Ciclista a Catalunya (Tortosa > Reus)
- 2018 (Mitchelton-Scott, quattro vittorie)

Campionati sudafricani, Prova a cronometro
Campionati sudafricani, Prova in linea
Classifica generale Tour Down Under
1ª tappa Critérium du Dauphiné (Valence > Saint-Just-Saint-Rambert)
- 2019 (Mitchelton-Scott, sei vittorie)

Campionati sudafricani, Prova a cronometro
Campionati sudafricani, Prova in linea
4ª tappa Tour Down Under (Unley > Campbelltown)
Classifica generale Tour Down Under
9ª tappa Tour de France (Saint-Étienne > Brioude)
Classifica generale Czech Cycling Tour
- 2020 (Mitchelton-Scott, una vittoria)

Campionati sudafricani, Gara in linea
- 2022 (Israel-Premier Tech, una vittoria)

4ª tappa Giro di Svizzera (Grenchen > Brunnen)

### Altri successi
- 2007 (MTN)

Classifica a punti Giro del Capo
- 2011 (MTN-Qhubeka/Team NetApp)

Classifica scalatori Tour Of South-Africa
- 2013 (Orica-GreenEDGE)

4ª tappa Tour de France (Nizza, cronosquadre)
- 2015 (Orica-GreenEDGE)

Classifica a punti Tour Down Under 
- 2018 (Mitchelton-Scott)

Classifica a punti Critérium du Dauphiné
- 2019 (Mitchelton-Scott)

1ª tappa Czech Cycling Tour (Ostrava, cronosquadre)
Classifica a punti Czech Cycling Tour

## Piazzamenti

### Grandi Giri
- Giro d'Italia

2012: non partito (17ª tappa)
- Tour de France

2012: 111º
2013: 74º
2015: non partito (4ª tappa)
2016: 38º
2017: 47º
2018: 46º
2019: 72º
2020: 97º
- Vuelta a España

2015: 84º
2022: 100º

### Classiche monumento
- Milano-Sanremo

2010: 112º
2013: 47º
2014: 49º
2015: 35º
2016: 167º
2017: 27º
2018: 21º
2019: 119º
2023: 107º
- Giro delle Fiandre

2008: ritirato
2009: 99º
2014: 52º
- Parigi-Roubaix

2008: ritirato
- Liegi-Bastogne-Liegi

2012: 110º
2014: 111º
2015: ritirato
2016: ritirato
2017: ritirato
2018: 47º
2019: 23º
2020: 77º
2021: 70º
2022: ritirato
2023: ritirato
- Giro di Lombardia

2014: ritirato

### Competizioni mondiali
- Campionati del mondo su strada

Zolder 2002 - Cronometro Juniors: 22º
Zolder 2002 - In linea Juniores: 112º
Hamilton 2003 - In linea Under-23: 44º
Hamilton 2003 - Cronometro Under-23: 38º
Verona 2004 - In linea Under-23: ritirato
Verona 2004 - Cronometro Under-23: 35º
Salisburgo 2006 - In linea Under-23: ritirato
Stoccarda 2007 - In linea Elite: ritirato
Varese 2008 - In linea Elite: ritirato
Geelong 2010 - In linea Elite: ritirato
Toscana 2013 - Cronosquadre: 2º
Toscana 2013 - In linea Elite: ritirato
Ponferrada 2014 - In linea Elite: 16º
Richmond 2015 - In linea Elite: 50º
Doha 2016 - Cronosquadre: 3º
Bergen 2017 - Cronosquadre: 5º
Bergen 2017 - In linea Elite: 49º
Innsbruck 2018 - Cronosquadre: 5º
Yorkshire 2019 - In linea Elite: ritirato
Wollongong 2022 - In linea Elite: 74º
Glasgow 2023 - In linea Elite: ritirato
- Giochi olimpici

Londra 2012 - In linea: 40º
Rio de Janeiro 2016 - In linea: 28º